# Pseudoceròtids
Els pseudoceròtids (Pseudocerotidae) constitueixen una família de platihelmints marins que pertanyen a l'ordre dels policlàdides.
Els gèneres de pseudoceròtids es distingeixen pels patrons de coloració perquè no presenten diferències distingibles en l'anatomia reproductora.